# Хохоловська долина
Хохоловська долина (пол. Dolina Chochołowska) — найдовша і найбільша долина в польських Татрах, розташована на західних відрогах Західних Татр і становить орографічно ліву гілку долини Чорного Дунайця. Займає площу понад 35 км² і має довжину близько 10 км. Простягається від головного хребта до підніжжя гори (т. зв. «dolina walna»). Адміністративно розташована у селі Вітув.

## Загальний опис
У нижній частині, довжиною близько 4 км, утворюється глибока ущелина, яка, як і в долині Косцеліській, має звуження, відомі як ворота. Існують два таких звуження: Нижні Хохоловські ворота та Верхні Хохоловські ворота. Верхня частина долини розділена на три основні плеча: Староробочанська долина, Хохоловська долина вища та Долина Яжомбча. Окрім цих головних гілок, долина Хохоловська має ще багато менших долин: Мала Суха Долина, Велика Суха Долина, Долина Гутянська, Дудова, Тшидньовянська, Глембовець, Довга, Крита, Великі Коритиська, Малі Коритиська та багато ярів.
Долина Хохоловська сформована з двох основних типів скель. Південна (верхня) частина, над Верхньою Хохоловською брамою, побудована з кристалічних порід — гнейсів та гранітів. Північна (нижня) частина побудована з осадових порід — сланців, крейдових вапняків та тріасових доломітів. Різним також є геологічне походження цих частин долини. У верхній частині, над Верхньою Хохоловською брамою, переважають геологічні форми, утворені льодовиком, у нижній частині, куди льодовик не доходив, поверхню моделювали переважно Хохоловський Потік та карстові явища. Дією цих карстових явищ є також численні печери з найбільшою Хохоловською щілиною на передньому плані, але жодна з них не підходить для доступу туристам.

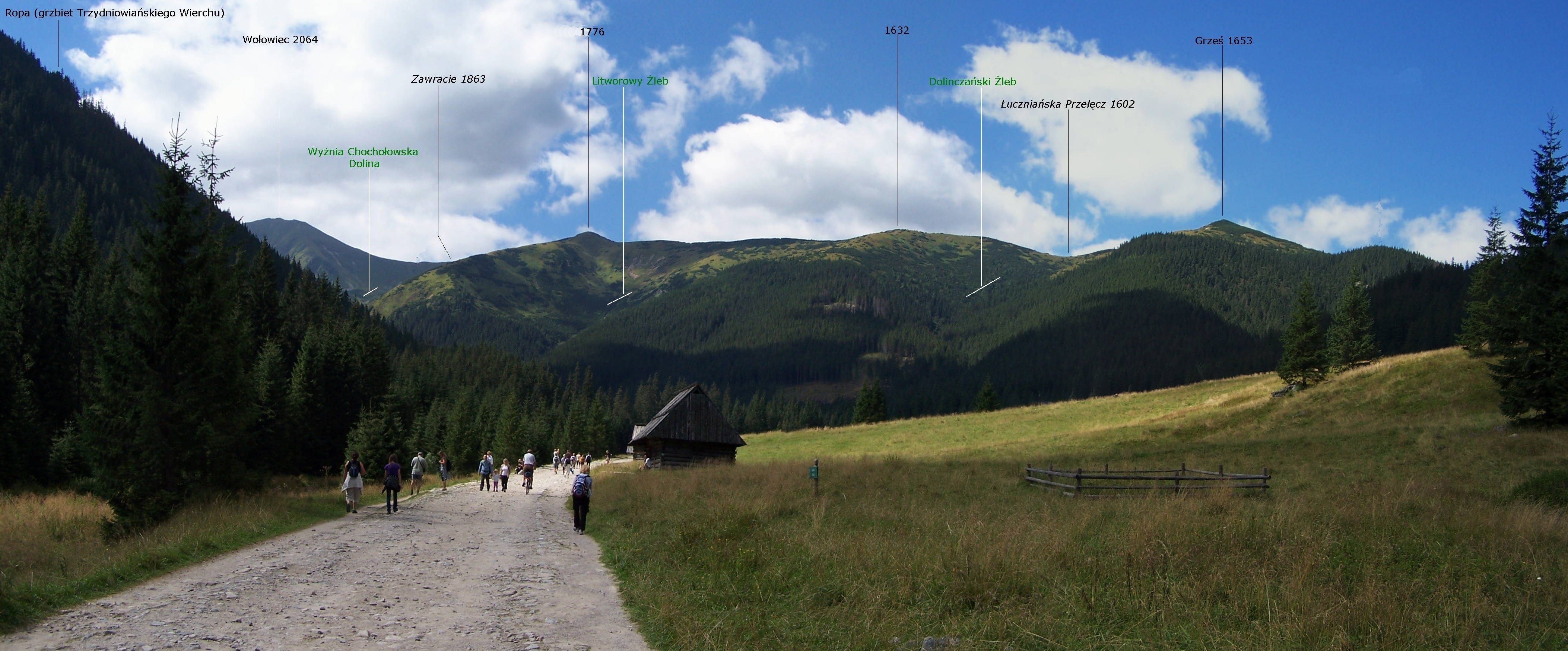
Панорама в сторону півдня з Хохоловської галявини
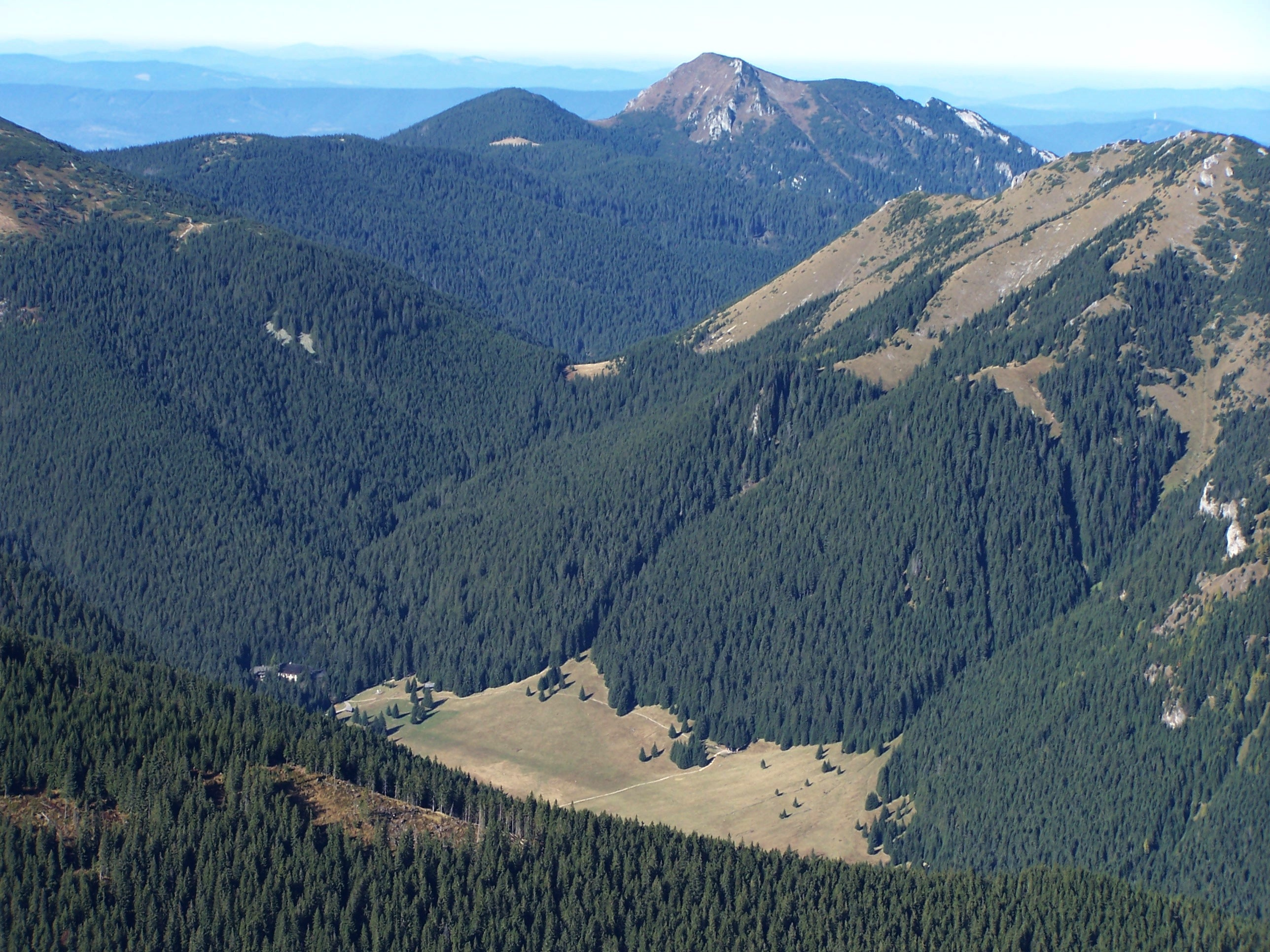
Хохоловська галявина. В глибині Особіта.
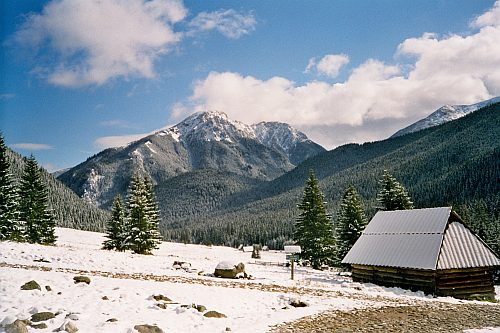
Хохоловська долина. Вигляд з притулку ПТКТ (Польського Туристично-Краєзнавчого Товариства) на Хохоловську галявину і Комінярський Верх
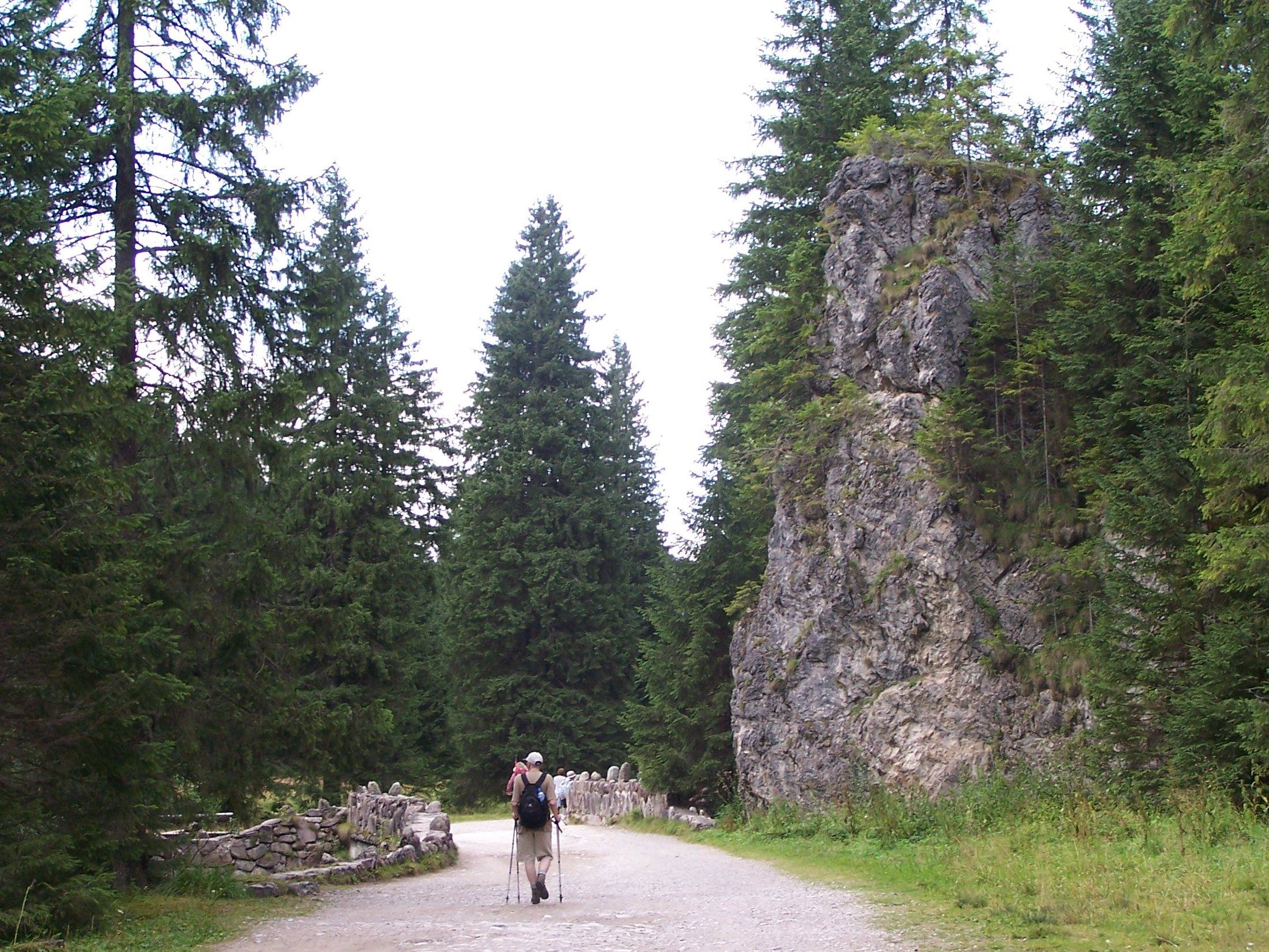
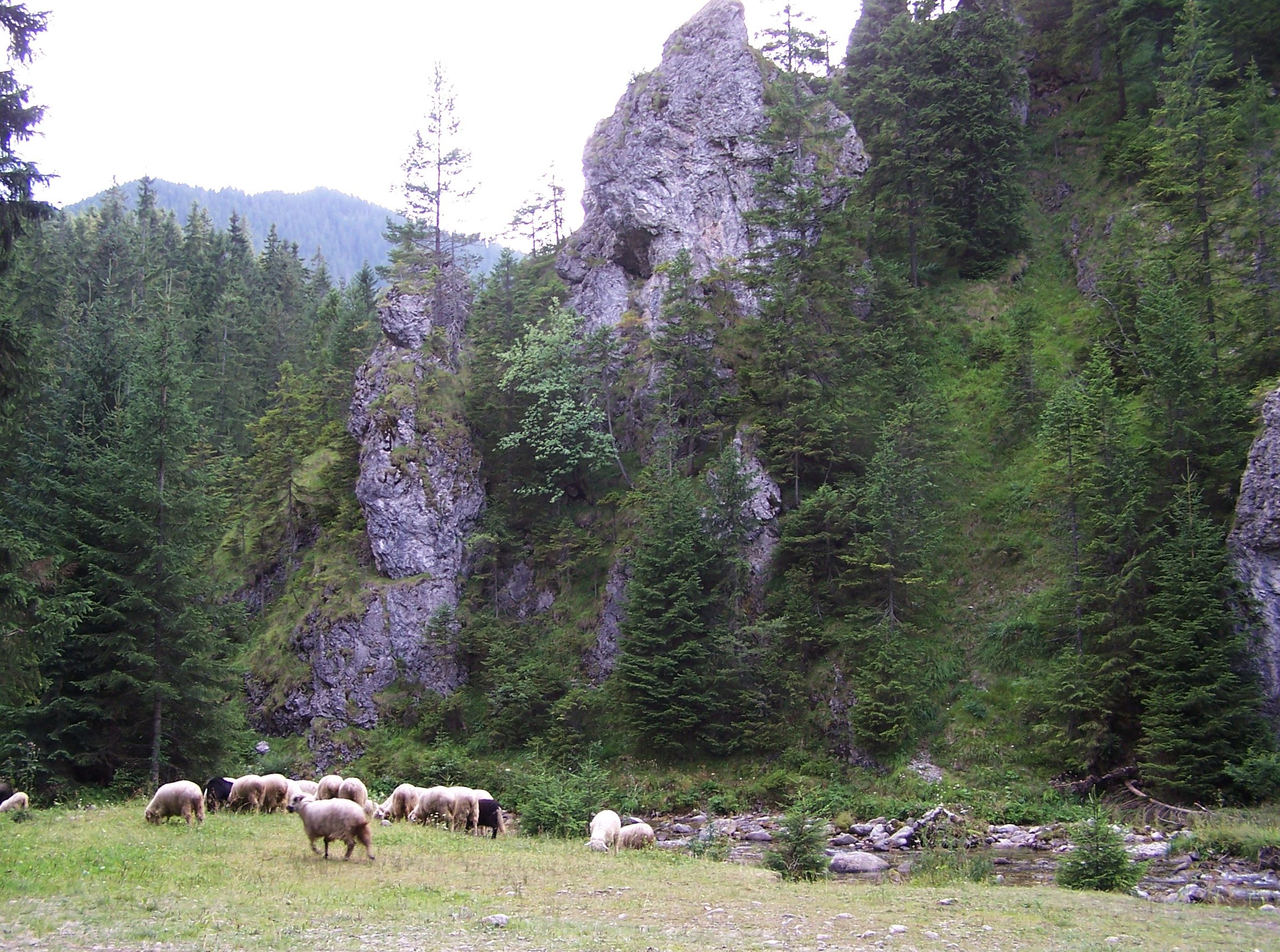
Галявина під Яворки
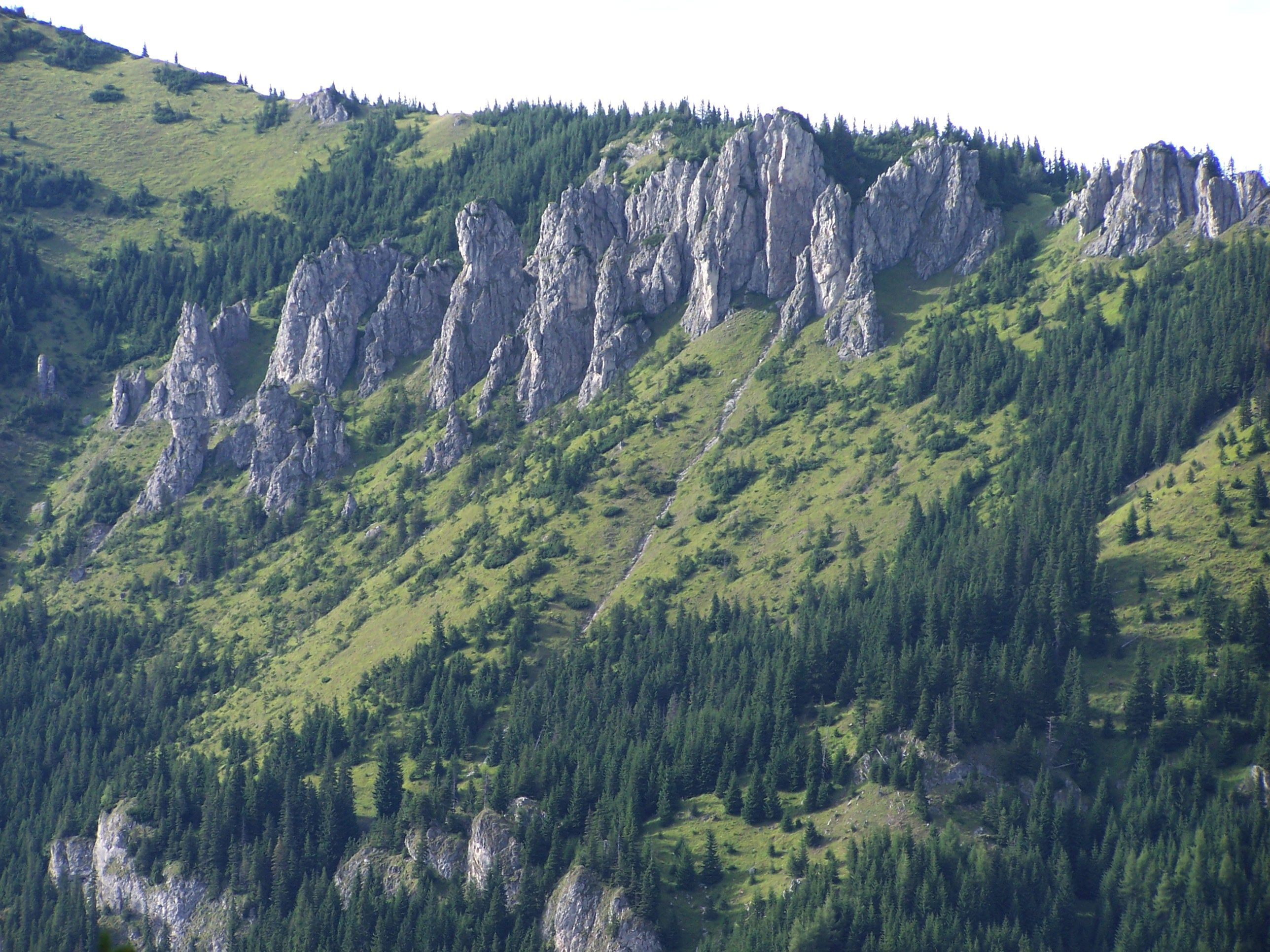
Хохоловскі Мніхи
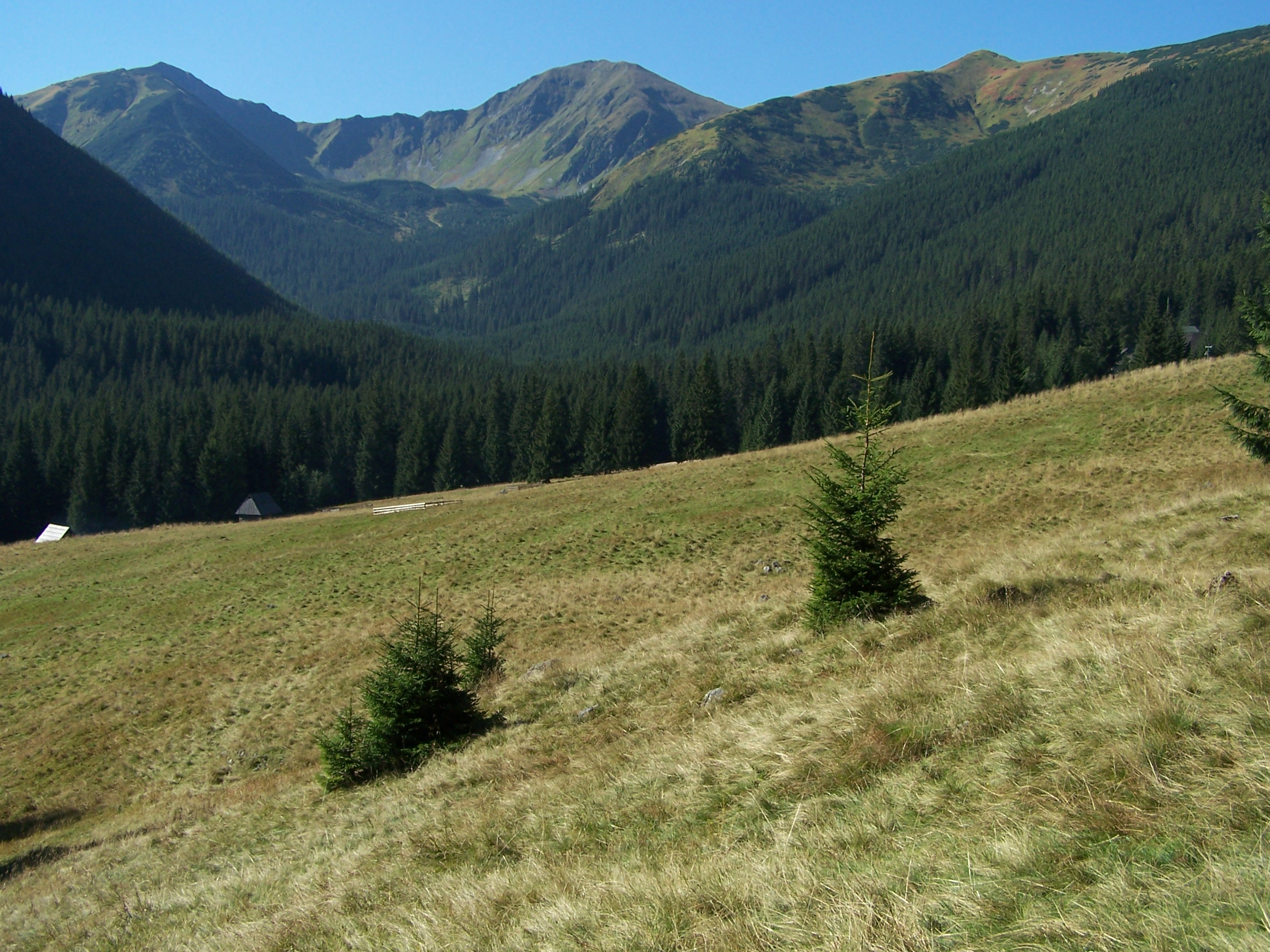
Вид на Вижню Хохоловську долину
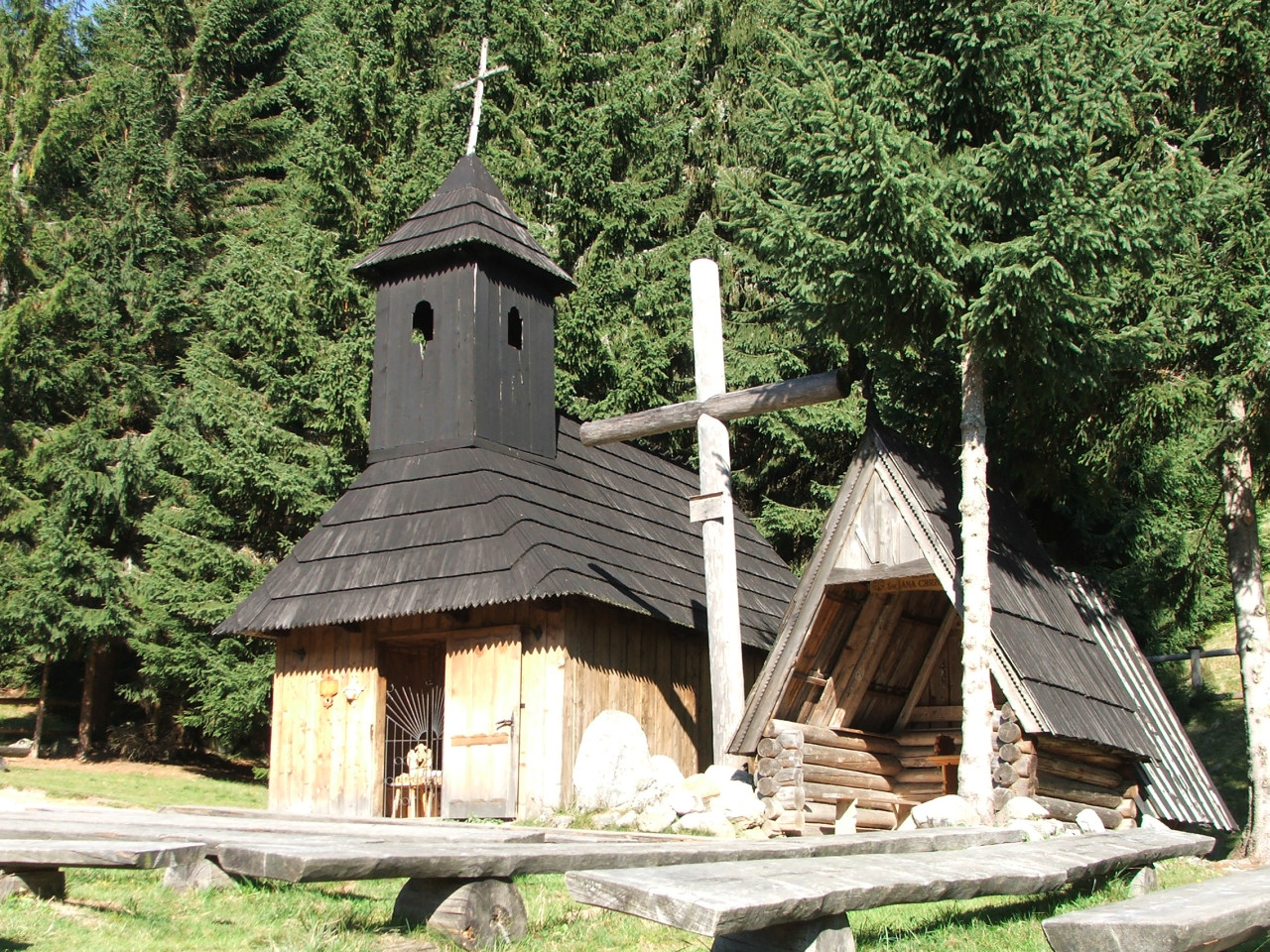
Каплиця на Хохоловській галявині
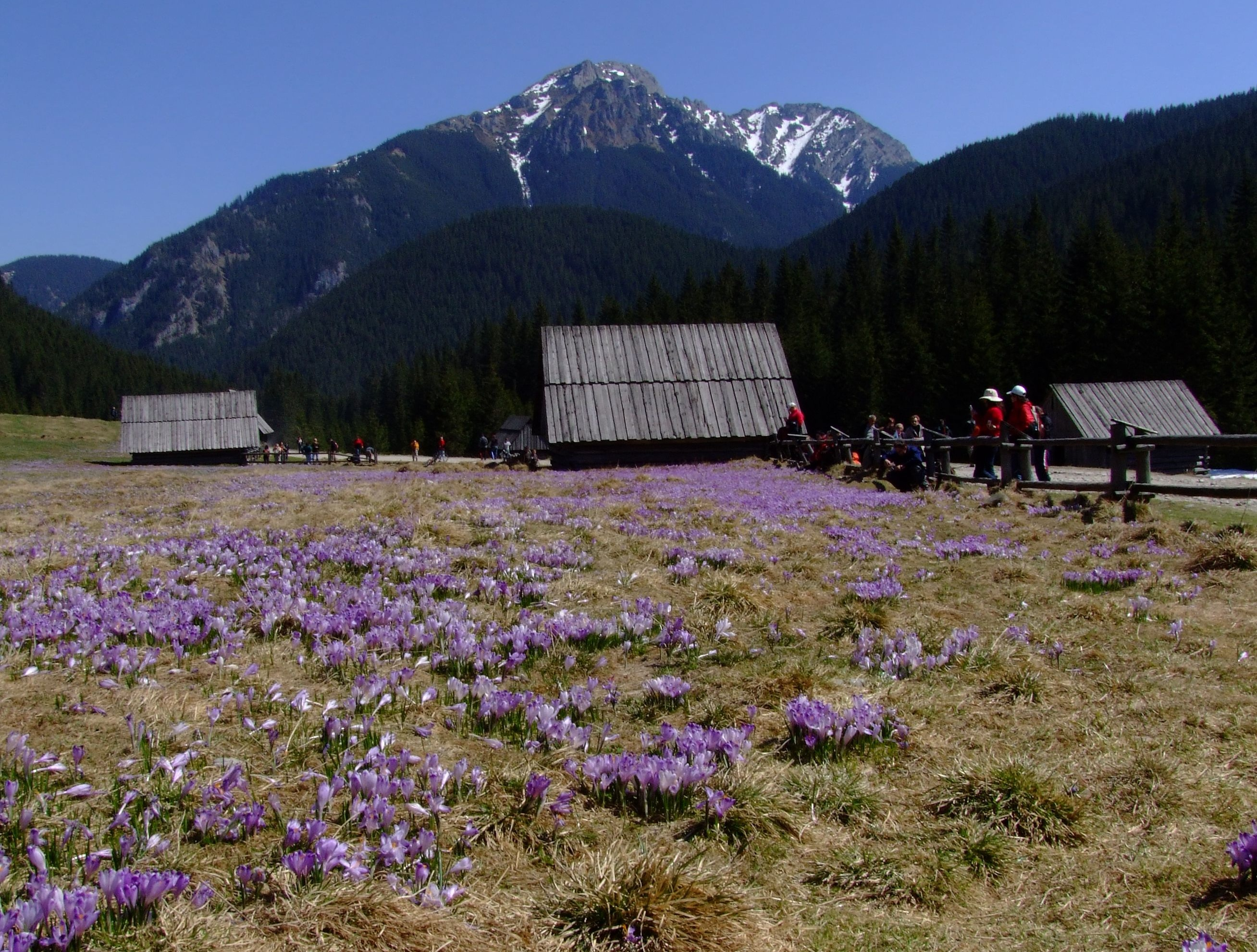
Вид на Комінярський Верх
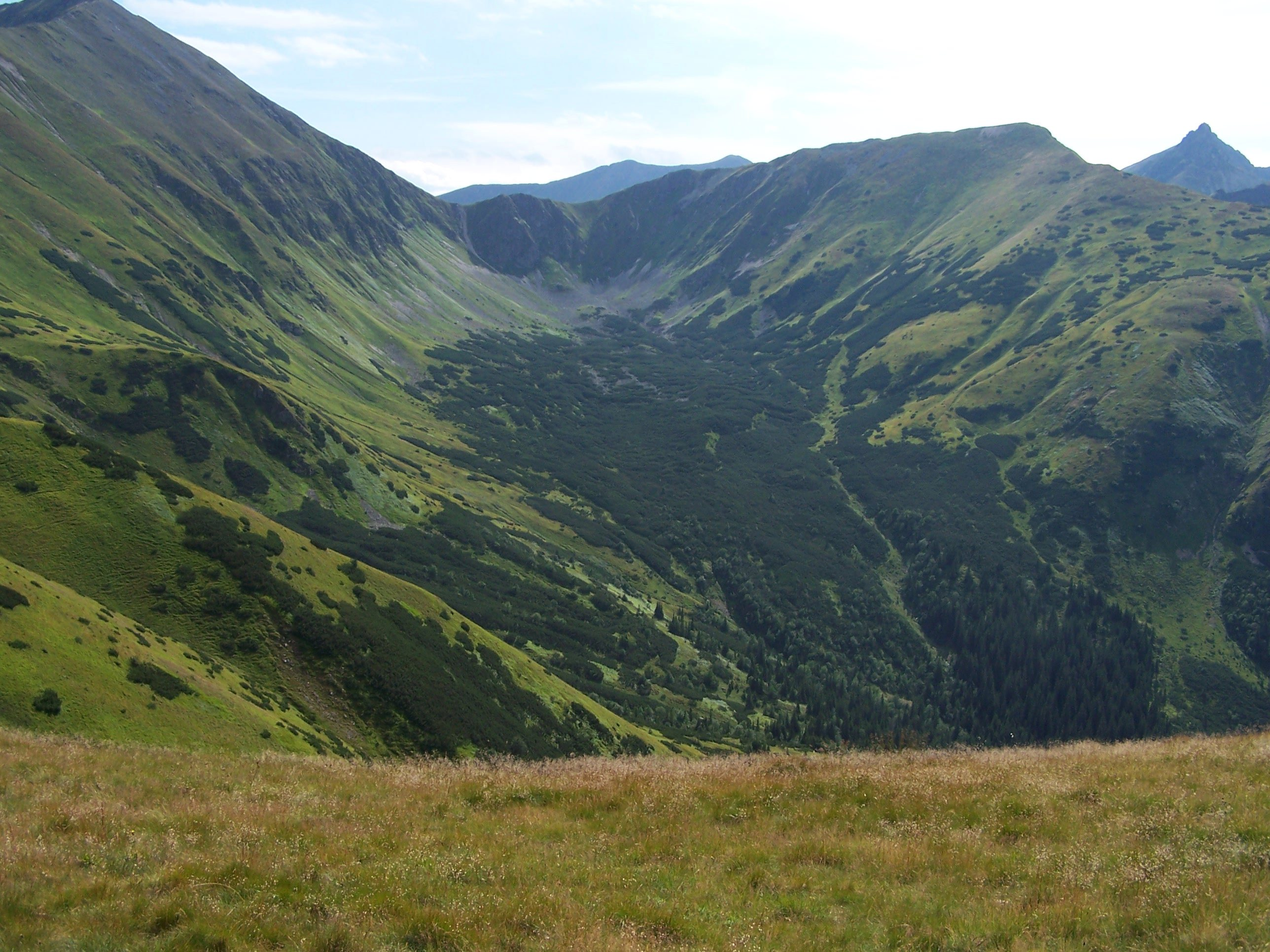
Долина Яжомбча - відгалуження Хохоловської долини.
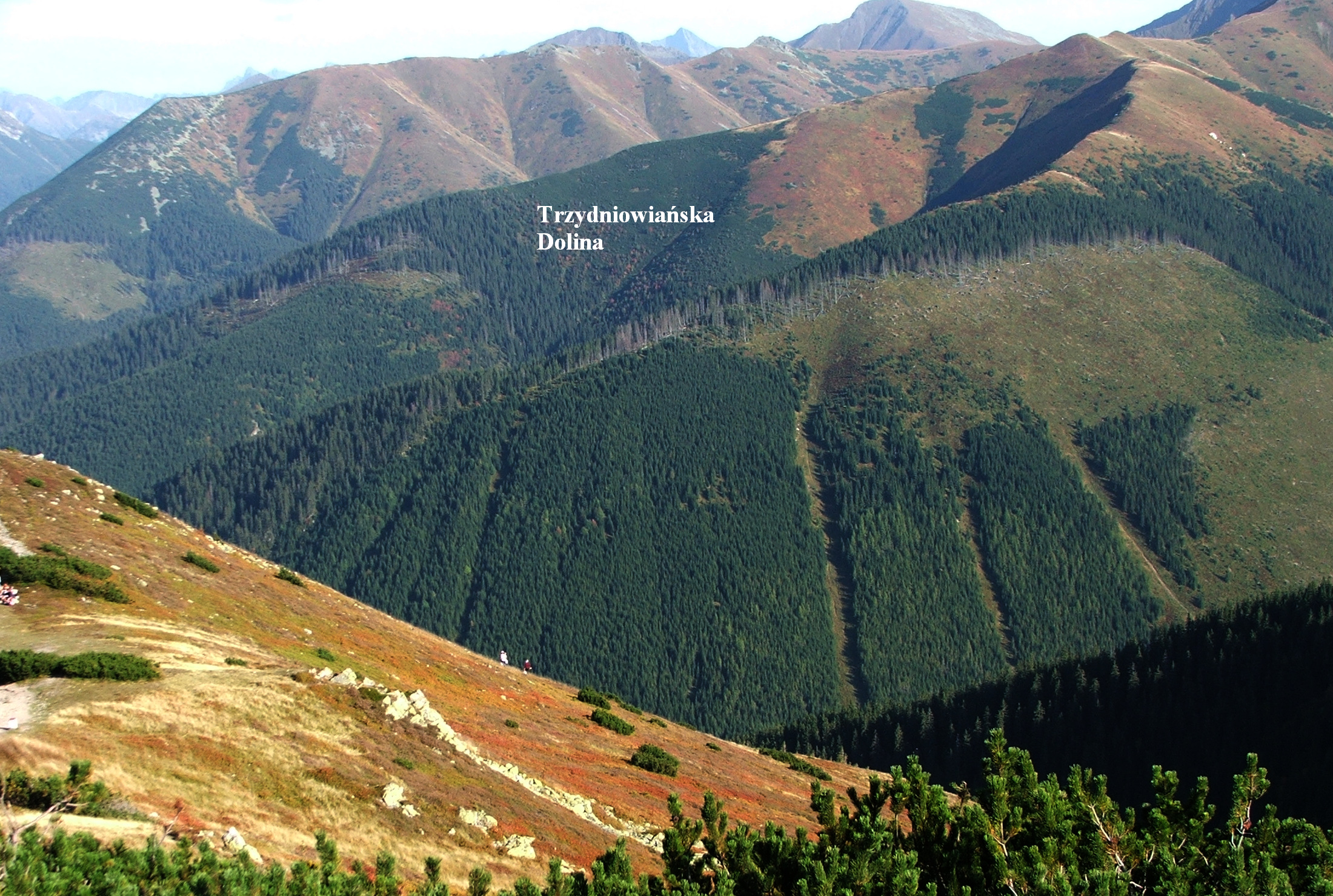
Верхнє відгалуження Хохоловської долини
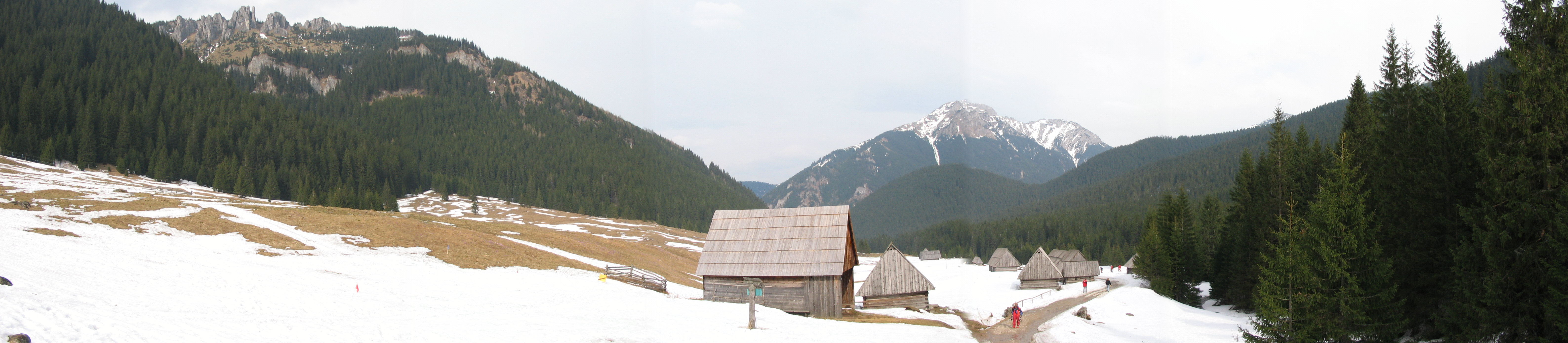
Панорама з Хохоловської галявини

## Історія
Свою назву долина завдячує селу Хохолув, що знаходиться в декількох кілометрах. Це село в Татрах вже в XVI столітті займав між Воловцем і Бобровцем (більш корисні сільськогосподарськими районами та пасовищами території долини ще раніше були виділені королівськими призначеннями старшим від Хохолова селам). Завдяки великій площі полян та альпійських луків, вона стала найбільшим центром пастухів у Татрах. У 1930 році 70 юхасів випасали близько 4000 овець, а 280 пастухів пасли худобу. Величезною також була кількість хат, пастуших хат і бараків. В них часто жили розбійники, поки їх не винищено в Татрах — у 1809 році відбулась сутичка на галявині Хуціска.
Долина Хохоловська також мала своє гірське минуле. Вже з XVI століття на ньому проводилися гірничо-металургійні роботи, які тривали до другої половини XIX століття. В основному видобували залізну руду, яку спочатку виплавляли на місці, потім довозили до так званої Дороги під Реглами до плавки в Кужніцах. Деякі назви в долині пов'язані з цими творами (наприклад, альпійські луки Стара Робота, Хуціска галявина).
З красою Хохоловської долини познайомились також туристи. Перші з'явилися тут ще в ХІХ ст. Один із них писав: " Кілька могутніх вершин, що піднімаються гордими чолами в країні хмар, вони здаються настільки крутими, що ми сумніваємось, що можна було б піднятися на їхні вершини ". Однак, спочатку туризм зосереджувався переважно в околицях гір Татри, ближчих до Закопане. Лише перед Першою світовою війною долина набула більшої популярності, головним чином завдяки лижникам та альпіністам, зосередженим у Закопанській Гілці Лижників та Товаристві альпіністів, яке збудувало притулок на Староробоціаянській Рувні. У 1930—1932 роках Варшавський Гірськолижний Клуб побудував великий притулок на Хохоловській галявині. Це суттєво вплинуло на розвиток туризму в цій долині, особливо гірськолижного. У 1938 році була зроблена спроба побити світовий рекорд висоти за допомогою повітряної кулі « Зірка Польщі», але вітер завадив цьому, і оболонка, вже частково наповнена воднем, вибухнула.
Під час Другої світової війни притулки та численні хати, що існували в долині, стали основою для польських та радянських партизанів. Влітку 1939 року майбутні диверсанти тут проходили навчання генеральним штабом. У 1942 році навчання проходило під командуванням застави Армії Крайової «Смрек» (пол. AK „Smrek”) із заходу Підгаля. Під час боїв з партизанами на початку січня 1945 року, німці спалили навколишні укриття, численні хати та сараї. Долина Хохоловська була також місцем, де гітлерівці розстрілювали заручників та полонених. Навколишні ліси були пограбовано вирубуванням для потреб великої фабрики по дереву Luftwaffe у місті Чарни Дунаєць.

## Сучасний час
Після Другої світової війни, у 1951—1953 роках, замість спаленого німцями притулку було збудовано новий великий притулок ПТКТ на Хохоловській галявині, яке стало головною відправною точкою для літнього та зимового туризму в цій частині гір Татри. Хохоловська галявина була улюбленим туристичним місцем Кароля Войтили, він бував тут неодноразово. У червні 1983 року, вже як папа Іван Павло ІІ, прогулявшись долиною Яжомбчою, він зустрів у притулку Леха Валенсу та його родину. Ця подія відзначається табличкою, що зафундована екскурсоводами Татр на стіні притулку.
У Хохоловській долині знята сцена з санями для фільму Потоп, а також 7-й епізод телесеріалу Яносік. Також тут проводилися тренування командос та змагання рятувальників гір Татр.
Долина розташована в Татранському національному парку (пол. Tatrzański Park Narodowy, але не є його власністю, однак належить до Лісового товариства управителів Восьми Сіл (пол. Wspólnoty Leśnej Uprawnionych Ośmiu Wsi) із штаб-квартирою у Вітові. У 1983 році горці повернули через суд право керувати своїм майном. Татранський національний парк лише контролює їх діяльність. На території Хохоловської долини ведеться управління лісом та проводиться вирубування дерев. Існує також пастирство, хоча не в розмірах, які раніше. Через те, що на галявинах проводиться випасання, а деякі також скошуються, вони не заростають лісом.

## Природа
Цілих 2/3 долини покриті ялиновими лісами. У нижній частині долини постає нижній ярус лісистих пагорбів з домішками бука, ялиці та реліктової сосни звичайної, яка має тут найбільшу концентрацію серед польських Татр. Первісний ліс досі зберігся на Хотажі у верхній частині Хохоловської долини. Серед лісів біліють численні турні — особливо ефектно виглядають Мніхи Хохоловскі та Сівянські Турні. Вершини та хребти вищих гір є трав'янисті, найпривабливіше вони виглядають восени. Тоді ми можемо зауважити на них цілу веселку кольорів: забарвлені до яскраво-червоних скупчень чорниці (тут є їх 3 види), фіолетові вереси, руді пагони ситнику трироздільного, жовтий біловус стиснутий, і все це на тлі темно-зелених скупчень гірської сосни. Багато галявин і альпійських лук з хатами — теж незабутнє враження, на більшості з них досі ведеться випас. Навесні на них масово цвітуть крокуси, восени пізньоцвіт осінній та осінні види тирлич. Цікава флора, серед іншого, тут зустрічаються такі рідкісні рослини в польських Карпатах, як: Conioselinum vaginatum, Cirsium eriophorum, Надбородник безлистий, Primula matthioli та Carex pauciflora.
з природничої точки зору найцікавішим є регіон Велке та Мале Кориціска та Сівянські Турні. Долина Хохоловська також є притулком для диких тварин. Тут є умови для проживання оленів, ведмедів, татранських бабаків та багатьох інших видів.

## Туристична інформація
З Закопане можна доїхати численними автобусами до Сівей Поляни (пол. Siwa Polana). З цього місця Хохолівська долина закрита для моторизованого руху. На Сівей Полані є платна автостоянка. Далі пересуватись можна:
- пішки. Час переходу до Хохоловської галявини: 2:10 год, ↓ 1:45 год
- безрейковим поїздом, який курсує кожні півгодини і їздить до Хуціскої галявини,
- на велосипеді. Надається послуга прокату велосипедів, на яких можна дістатися далі, ніж тракторним поїздом, аж до будиночка лісника,
- екіпаж горців, яким можна дістатися ще дальше — до самої Хохоловської галявини.

За в'їзд у долину, так само як і у всіх горах Татрах, стягується кілька злотих оплати — квитки тут, однак, видає не Татранський національний парк, а Лісове товариство управителів Восьми Сіл.

## Опис та пішохідні маршрути
— опис мандрівки по дну долини, по якому від Сівей Поляни веде зелений туристичний шлях. Час проходу і відстані наведені від пункту оплати на станції в Сівей Поланє на основі карти та провідника Ю.Ника.
- Розтокі (садиба села Вітув);— вихід долини Хохоловської на дорогу Закопане — Хохолув
- 1 км від дороги;— Сіва Поляна;— до цього місця можна дістатися на автомобілі. Далі пішки, на велосипеді, конях або тракторному поїзді. На південно-західному краю поляни до дороги приєднується зелений маршрут з Кір (продовження Дороги під Регламі)

 — час переходу до Кір: 50 хв. в обидві сторони
 — час переходу з цього пункту до притулку: 1:55 год, ↓   1:30   год
- 400 м;— праворуч два шпилясті Сівянське Турнє
- 50 хв.;— Хуціска галявина;— до цього місця доїжджає тракторний поїзд із Сівей Поляни
- 55 хв.;— Нижні Хохоловські Ворота;— вузька скельна ущелина. Трохи вище над ним, ліворуч стежка до величезного карстового джерела — Хохоловське карстове джерело
- 1:10 год;— Поляна под Яворкі;— невелика галявина з мальовничими скелями

 — ліворуч, чорна стежка (Стежка над Регламі) до Косцеліської долини через Нижню Поляну Комінярську та Пшислоп Комінярський. Час переходу на Цудакову Поляну: 2:05 год, назад 2 год.
- 1:25 год;— Вижні Хохоловські Ворота — вдруге долина замикається в скелясту ущелину
- 1:30 год;— на ліво відгалужуються два туристичні маршрути:

 — жовтий до притулку ПТКТ на Халі Орнак через Іваняцко Пшеленч. Час переходу: 2:20 год., назад 2:25  год
 — чорний до Сіва Пшеленч через Староробоцянську Поляне та Староробоцянську Рувень. Час переходу: 2:30 год, ↓  2 год
- 1:45 год;— галявина Тшиднювка;— відгалуження ліворуч:

 — червона стежка через Кровінець та Кулавець до Тшидньовянського Верху, звідти по Долінє Яжомбчей наПоляну Хохоловську. Час переходу на Тшидньовянські Вєжх 2год, ↓ 1:45 год
- 2:10 год. (з витоку долини 6,5 км);— укриття ПТКТ на Поляні Хохоловській. З різних місць галявини виходять дальші туристичні шляхи.

 — жовтий Бобровецькім Жлебем на Гжеся. Час переходу: 1:30 год, ↓ 1 год
 — продовження зеленого маршруту проводиться Хохоловскою долиною Вижня на гребені між Раконєм і Воловцем. Час переходу: 2:15 год, ↓ 1:45  год
 — червона стежка до вершини Тшидньовянські Вєжх через Вижню Яжомбчу Поляну, звідти спуск через Кулавєц та Крові Жлеб до галявини Тшиднювка. Час переходу на Тшидньовяньські Вєжх: 2:20 год, ↓ 1:55 год
 — жовто-білий Папський маршрут до долини Яжембчей через Вижньо Яжембче Поляне, що проходить разом із червоним маршрутом. Час переходу: 50 хв, ↓ 45 хв